# Sugar Ray Xulu Stadion
Het Sugar Ray Xulu Stadion is een multifunctioneel stadion in Clermont, een Township in de buurt van de stad Durban in Zuid-Afrika. Het stadion is vernoemd naar Cedric 'Sugar-Ray' Xulu (1939–2020), een voetballer die uit deze streek komt.
De voetbalclub Claremont United maakt er gebruik van. Dit stadion werd geselecteerd als één van de trainingsstadions op het wereldkampioenschap voetbal van 2010. Het stadion was daarvoor gerenoveerd om te voldoen aan de FIFA-eisen. Het stadion werd ook gebruikt voor wedstrijden op de COSAFA Cup van 2022. Het wordt op dat toernooi gebruikt voor drie wedstrijden in de verliezersronde van het toernooi.